# Consejo Nacional Anticorrupción
El Consejo Nacional Anticorrupción (CNA) es una instancia de sociedad civil hondureña creada en 2005 con el fin de combatir la corrupción.
Es desde 2014, con el nombramiento de Gabriela Castellanos como directora ejecutiva, que el CNA se volvió activo en la lucha contra la corrupción y comenzó a investigar, exponer y denunciar ante el Ministerio Público y otros órganos persecutores del delito supuestos actos de corrupción cometidos por instituciones y funcionarios del país centroamericano, llegando a presentar 146 casos hasta mayo de 2023.

## Historia

### Comienzos
Un Consejo Nacional Anticorrupción fue instalado en el año 2000 y reinstalado por decreto del 12 de febrero de 2002. El 14 de marzo de 2005, mediante decreto n.º 7-2005 se creó un organismo independiente con el mismo nombre, conformado por organizaciones de sociedad civil, con el fin de apoyar las políticas y acciones que, en materia de combate a la corrupción, emprendiera el gobierno de la República.
El CNA comenzó a trabajar en 2005, más que nada dando charlas para prevenir y denunciar la corrupción. Las denuncias que recibía eran analizadas y trasferidas a la Fiscalía contra la Corrupción (FECC) del Ministerio Público (MP). Según Gabriela Castellanos, de las mismas nunca derivó una investigación real, solo algunas auditorías superficiales.
En marzo de 2010, la Iglesia católica se retiró del CNA. Mientras que en octubre de 2011, la Confraternidad Evangélica también se retiró argumentando que no se valoró el trabajo realizado ni se le dio seguimiento, esto luego que el pastor Oswaldo Canales no fuera reelecto en su cargo como coordinador del CNA. La Confraternidad Evangélica dijo además que con la elección de Dulce María Zavala como coordinadora no existiría un combate frontal a la corrupción. —ambas Iglesias regresaron en 2013. Se especuló que Zavala había sido puesta en el cargo por el gobierno de Lobo Sosa, algo que ella negó.
Tras la elección de Zavala, el director ejecutivo del Consejo Nacional Anticorrupción,  Miguel Ángel Domínguez, dejó de brindar comentarios públicos sobre la labor de ese órgano. Se dijo extraoficialmente que Zavala había ordenado ser la única en dar declaraciones y que tenía una mala relación con Domínguez, algo que Zavala desmintió. Domínguez renunció el 31 de diciembre de 2011.

### Reestructuración
En septiembre de 2013 se suprimió la figura del coordinador para reemplazarla por un Comité Ejecutivo. Esto para evitar la injerencia política en la toma de decisiones.
El Comité lo integraron el padre Carlos Rubio, representante de la Iglesia católica; el pastor Alberto Solórzano, de la Confraternidad Evangélica, y el ingeniero Arnaldo Bueso, de la Federación de Organizaciones no Gubernamentales para el Desarrollo de Honduras (Foprideh).
Más tarde, el CNA contrató a la empresa Caderh, dedicada a la evaluación y contratación de personal. Entre septiembre y octubre de ese año se realizaron evaluaciones, exámenes y entrevistas a varios candidatos para escoger a quien dirigiría al ente. Del proceso surgieron 3 candidatos que fueron evaluadas por el Comité Ejecutivo, el cual escogió como nueva directora ejecutiva a Gabriela Castellanos.
La primera decisión de Castellanos fue evaluar a todo el personal del Consejo, del cual el 95 % fue removido, manteniendo en sus puestos solo a 5 empleados.
Según Castellanos, identificaron que el accionar del CNA hasta ese momento «era una pérdida total del tiempo y de los recursos de los ciudadanos que denunciaban y de nosotros mismos», por lo cual comenzaron a investigar grandes casos de corrupción, que involucraban a funcionarios y empleados de primera y segunda categoría, para «dar el mensaje de que nadie quedará impune». Poco después se creó una Unidad de Investigación y Seguimiento de Casos.

### Actividades (2014-actualidad)

#### Denuncias y pronunciamientos
El primer acto de corrupción investigado y denunciado públicamente por el CNA fue el desfalco del Instituto Hondureño de Seguridad Social (IHSS), revelado en marzo de 2014 por una comisión interventora conformada en enero de ese año por el presidente saliente Porfirio Lobo. Entonces el CNA contribuyó sustancialmente con investigaciones que sirvieron al Ministerio Público.
Hasta mayo de 2023, y según su sitio web, el CNA ha presentado 146 casos de corrupción, de los cuales 27 se han judicializado y representan para el país un perjuicio de más de 10,385,232,478.94 millones de lempiras. Entre ellos ha denunciado a funcionarios como el ex-director del Instituto Nacional de Formación Profesional de Honduras, David Chávez, la exministra de Salud, Alba Consuelo Flores o la ex primera dama Rosa Elena Bonilla. También, entre otras acciones, presentó un recurso de inconstitucionalidad contra el nuevo Código Penal aprobado en 2018, denunció presuntas irregularidades y malas prácticas en la gestión de la pandemia de COVID-19, y condenó la resolución de la Corte Suprema de Justicia de repetir el juicio a Rosa Elena Bonilla en marzo de 2020 y la aprobación de una amnistía política en enero de 2022.

#### Otras
Como actividades adicionales, el CNA organizó a finales de octubre de 2021 en Washington D. C. el foro "Panorama global, tendencias y rol de la sociedad civil en la lucha contra la corrupción e impunidad en el Triángulo Norte de Centroamérica", donde participaron Gabriela Castellanos, la congresista estadounidense Norma Torres, el director ejecutivo del Grupo de Trabajo del Triángulo Norte de la Agencia de los Estados Unidos para el Desarrollo Internacional (USAID), Michael Camilleri, el exvocero de la Misión de Apoyo contra la Corrupción y la Impunidad en Honduras, Juan Jiménez Mayor, la exfiscal general de Guatemala, Thelma Aldana, y el excomisionado de la Comisión Internacional Contra la Impunidad en Guatemala, Iván Velásquez Gómez.

«En Guatemala buscan desarticular la sociedad civil que evidencia a corruptos; en El Salvador un pseudodictador comenzó a desbaratar la institucionalidad; en Honduras el mecanismo de corrupción presenta como principal actor al sr. Juan Orlando Hernández»
Gabriela Castellanos, durante su participación en el foro.

Además, tras en el encarcelamiento de Hernández, el CNA presentó una miniserie documental sobre su vida, trayectoria y encarcelamiento, llamado "Juan Orlando Hernández, la caída de un expresidente".

## Coordinadores
| Coordinador(a)                       | Periodo                                   | Notas |
| ------------------------------------ | ----------------------------------------- | --- |
| Juan Ferrera                         | 1 de octubre de 2005-1 de octubre de 2009 | Empresario, reelecto una vez.                                                                                            |
| Oswaldo Canales                      | 1 de octubre de 2009-1 de octubre de 2011 | Pastor, representó a la Confraternidad Evangélica.                                                                       |
| Dulce María Zavala                   | 1 de octubre de 2011-octubre de 2013      | Licenciada en Trabajo Social y abogada, propuesta por la Asociación Nacional de Empleados Públicos de Honduras (Andeph). |
| Gabriela Alejandra Castellanos Lanza | 2013-actualidad                           | Abogada con estudios en derechos humanos y 15 años de experiencia en ONGs.                                               |

## Funcionamiento y facultades
El CNA recibe una partida anual del presupuesto general de la República, pudiendo recaudar fondos de forma independiente. Desde su creación cuenta con personalidad jurídica y patrimonio propio.
El máximo órgano del Consejo es la Asamblea General, conformada por un representante de cada una de las siguientes 12 organizaciones de sociedad civil: Asociación de Medios de Comunicación (AMC), Consejo Coordinador de Organizaciones Campesinas de Honduras (COCOCH), Foro Nacional de Convergencia (FONAC), Confraternidad Evangélica de Honduras (CEH), Federación de Organizaciones no Gubernamentales para el Desarrollo de Honduras (FOPRIDEH), Arzobispado de Tegucigalpa, Consejo Hondureño de la Empresa Privada (COHEP), Confederación de Trabajadores de Honduras (CTH), Asociación Nacional de Empleados Públicos de Honduras (ANDEPH), Federación de Colegios Profesionales Universitarios de Honduras (FECOPRUH), Consejo de Rectores de Universidades Públicas y Privadas de Honduras (CRUH) y Asociación de Municipios de Honduras (AMHON). La Asamblea escoge de entre sus miembros a un Comité Ejecutivo, conformado por tres personas. El CNA cuenta además con un ente ejecutor, que es la Dirección Ejecutiva.
En materia de combate a la corrupción, el CNA está indicado por ley a mantener comunicación permanente con los presidentes de los tres poderes del Estado, pudiendo la Asamblea General solicitar reunirse con ellos. El CNA está facultado además para citar a los demás funcionarios y también a ciudadanos particulares y solicitarles información o cualquier tipo de ayuda, pudiendo recurrir al Ministerio Público en caso de una negativa.

## Críticas y denuncias
En mayo de 2020 los abogados penalistas nacionales, Doris Madrid y Hermes Ramírez, y el doctor en derecho penal y español David Balbuena refutaron las críticas vertidas por el CNA y otros sectores del país contra el nuevo código penal aprobado en 2018, coincidiendo en que no es cierto que busque defender a los corruptos. Balbuena dijo que las «críticas del CNA al nuevo Código Penal están llenas de inexactitudes y faltan al rigor científico» y que las mismas eran «sesgadas», pues se enfocaban solo en una parte del Código y lo malinterpretaban.
El 28 de octubre de 2021, un grupo de abogados liderado por la abogada Doris Imelda Madrid presentó una denuncia ante el Ministerio Público acusando a la directora del CNA, Gabriela Castellanos, de malversación de fondos y de contratar a cuatro familiares —en el segundo grado de afinidad—, dos en 2014 y dos en 2016. Madrid también mencionó que dichas contrataciones contravenían el Código de Ética de la institución. Aunque Madrid, con un historial de clientes del Partido Nacional, dio a entender que la denuncia no tenía motivaciones partidarias y dijo que no quería «que el tema se politizara», defensores del CNA, tales como Lester Ramírez de la Asociación para una Sociedad más Justa y el analista Raúl Pineda, vieron la denuncia como una reacción a las declaraciones de Castellanos contra el gobierno del entonces presidente nacionalista Juan Orlando Hernández. El día anterior, Castellanos había mencionado al gobernante como «el principal actor» de una red de corrupción en Honduras, en un foro celebrado en Washington D. C.

## Reconocimientos
- Dic 2021: nombramiento de la abogada Gabriela Castellanos como "Campeona Anticorrupción" por parte del Departamento de Estado de los Estados Unidos, el cual reconoció a 12 personas a nivel mundial por motivo del Día Internacional contra la Corrupción.[26]